# صلاح الدين الأيوبي (رواية)
صلاح الدين الأيوبي هي رواية تاريخية لجرجي زيدان, تدخل ضمن سلسلة روايات تاريخ الإسلام. وتتناول الرواية الفترة التاريخية التي انتقلت فيها مصر من حكم الفاطميين إلي الحكم الأيوبي، بانتهاء حكم الخليفة العاضد كآخر الخلفاء الفاطميين، وبداية حكم السلطان صلاح الدين الأيوبي صاحب معركة حطين. كما تتضمن الرواية في وقائعها وصفا لطائفة الإسماعيلية المعروفة بجماعة الحشاشين، وهي طائفة انفصلت عن الفاطميين في القرن الثامن الميلادي لتدعو إلى إمامة نزار بن المستنصر بالله ومن جاء مِن نسله، واشتهرت هذه الطائفة ما بين القرن الثامن والقرن الرابع عشر، ويتزعمها في هذه الرواية رجل يدعي راشد الدين سنان. 

## شخصيات الرواية
- العاضد.
- ست الملك (أخت العاضد).
- السلطان صلاح الدين الأيوبي.
- نجم الدين (والد صلاح الدين).
- بهاء الدين قراقوش (وزير صلاح الدين).
- عماد الدين (من خاصة صلاح الدين).
- عيسى الهكاري (من خاصة صلاح الدين).
- أبو الحسن (محتال طامع في الخلافة).
- السلطان نور الدين زنكي (صاحب الشام).
- راشد الدين سنان (زعيم الإسماعيلية الحشاشين).[2]